# Nothing (The Script)
Nothing is een single van The Script. Het is de tweede single afkomstig van hun album Science & Faith. Het lied is geschreven en geproduceerd door Danny O’Donoghue, Mark Sheehan, Steve Kipner (The Script) en vaste gastmuzikant Andrew Frampton. De band zong het nummer onder meer tijdens een uitzending van Children in Need in 2010.
Het lied is geschreven in de ik-vorm. De man, wiens vriendin hem niet heeft verlaten, heeft zich met zijn vrienden, lazarus gedronken in het plaatselijk café. In die toestand belt hij zijn vriendin op in een poging haar terug te winnen. Aan de andere kant van de “lijn” blijft het stil ("dialed her number and confessed to her, I'm still in love but all I heard was nothing").
De bijbehorende videoclip laat Danny O’Donoghue met vrienden zien, die drinken in het plaatselijk café. Hij verlaat het café en zingt dat hij nog steeds verliefd op haar is. Hij springt in de Camden Locksluis en hallucineert dat zijn vriendin naar hem toezwemt. Daarbij verdrinkt hij bijna, maar wordt gered door de politie.

## Hitnotering
Het lied stond twintig weken in de Billboard Hot 100 (VS) met een hoogste positie op 32. In het Verenigd Koninkrijk haalde het slechts een 42e plaats in zeven weken.

### Nederlandse Top 40
| Positie: | 38 | 33 | 32 | 27 | 26 | 22 | 18 | 15 | 14 | 12 | 15 | 18 | 25 | 32 | 40 | uit |

### NederlandseSingle Top 100
| Positie: | 97 | - | 100 | 81 | 76 | 93 | 87 | 86 | 83 | 70 | 89 | uit |

### BelgischeBRT Top 30/VlaamseUltratop 50
In België kwam het plaatje niet verder dan de tipparade

### NPO Radio 2 Top 2000
Nothing stond alleen in 2014 in de NPO Radio 2 Top 2000, op plek 1859.